# Aba (Hungría)
Aba es una ciudad en el condado de Fejér, Hungría.
En 1559 era propiedad de Mihály Cseszneky y Balázs Baranyai.

## Residentes notables
- Imre Taussig (1894-1945), futbolista

## Demografía

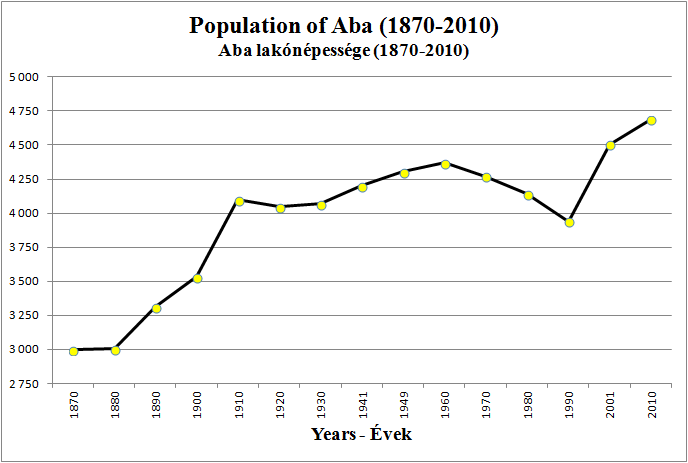
Población de Aba (entre 1870 y 2010)